# PlayStation Vita
PlayStation Vita (プレイステーション・ヴィータ), krajše PS Vita, je prenosna igralna konzola podjetja Sony Computer Entertainment in naslednik "PlayStation Portable" (PSP) kot del serije igralnih naprav PlayStation. Na Japonskem in drugih delih Azije je izšla 17. decembra 2011, 22. februarja 2012 je izšla v Evropi, Severni Ameriki, Južni Ameriki in Singapurju, v Avstraliji pa 23. februarja 2012. Ob izidu je bil njen glavni tekmec "Nintendo 3DS" v osmi generaciji konzol.
Omejena izdaja je izšla v ZDA 15. februarja 2012, en teden pred izidom 3G modela v ZDA.

## Po izidu
Šestega junija 2011 na E3 2011 razstavišču je Sony razglasil ime "PlayStation Vita" poleg podatkov o ceni. Ime je bilo izbrano, ker beseda "vita" v latinščini pomeni "življenje". Prenosna naprava omogoča kombinacijo igranja z "obogateno" realiteto, povezljivost socialnih medijev ter "Near" in "Party" strežnih aplikacij.
Na "Game Developers Conference 2011" je Sony izdal podrobnosti glede PS Vita spominskih kartic kot možnost shranjevanja podatkov. Razložil je tudi, da bodo vsi fizični izidi iger za PS Vita izšli tudi v digitalni obliki na isti dan. Poleg tega je povedal, da za sedaj nameravajo uporabljati samo tri od štirih Vitinih CPU jeder za vse aplikacije.
Avgusta 2011 je Sony potrdil, da bo zaradi potresov Vita izšla zunaj Japonske šele "zgodaj v 2012". Oktobra 2011 je razglasil, da bo 22. februarja 2012 Vita izšla tudi v Evropi in Severni Ameriki.

## Strojna oprema
Naprava je v "super oval" obliki, podobna originalnemu PlayStation Portable, z Organic "OLED" 5 palčnim (130 mm) multi-touch sprednjim ekranom, multi-touch hrbtno podlago, dvema "analognima gobicama", "D-padom", standardnimi PlayStation prednimi tipkami (, ,  in ), "L" in "R" ramenoma, "PlayStation meni" gumbom ter "Start" in "Select" gumbom. Podpira Bluetooth 2.1, Wi-Fi ter po izbiri 3G. V opremi ima Vita štiri-jedrni ARM Cortex-A9 MPCore procesor in štiri-jedrni SGX543MP4+ grafični procesor ter uporablja LiveArea meni namesto XrossMediaBar. Vsebuje dve kameri (eno spredaj in eno zadaj), stereo zvočnike, mikrofon, Sixaxis senzor gibanja, vgrajen GPS prejemnik (v 3G izdaji), 512MB sistemski RAM in 128MB Video RAM (VRAM).

### PlayStation Vita media kartica
Programska oprema za PS Vita je poleg digitalne na voljo tudi v obliki media kartic "PlayStation Vita card" namesto zastarelih UMD. Kapaciteta kartice je lahko prilagojena programski opremi, vendar je 5 do 10% spomina rezerviranega za shranjevanje datotek in/ali posodobitve.

### PlayStation Vita spominska kartica
PS Vita ni kompatibilna s standardnimi SD spominskimi karticami, ampak uporablja dodeljene "PS Vita spominske kartice", ki so trenutno na voljo v velikostih 4GB, 8GB, 16GB in 32GB.

## Spike TV Video Game Awards
dosežki v "Video Game Awards" (VGA) podelitvi nagrad za videoigre.
| VGA kategorije PSV igre            | vga 2012:                                                  |
| NOMINACIJE NAJBOLJŠE PRENOSNE IGRE | Gravity Daze/Rush, Little Big Planet PS VITA, Sound Shapes |
| NAJBOLJŠA PRENOSNA IGRA            | Sound Shapes                                               |

### Igre
Večina iger je na voljo v fizičnem formatu, nekatere, kot so: 'Tales from Space: Mutant Blobs Attack', 'Super Stardust Delta' in 'Escape Plan', pa izidejo samo na spletni trgovini "Playstation Store".
Vita je kompatibilna z večino PSP igrami, ki so na voljo na "PS Store", igre "PSP", "PS minis", "PSone", "PSP comics", Sony pa obljublja več iger, ki bodo na voljo v prihodnosti. Vsak teden na PS Store dobijo klasične igre licenco za PS Vita.
Seznam možnih iger z vsakim tednom raste: http://blog.us.playstation.com/2012/02/09/how-to-download-psp-titles-to-ps-vita/
PS Vita je izšla skupaj s 25 igrami, ki so bile na voljo od prvega dne:
| Izidna Igra                                           | Proizvajalec                                                                                                  | Založnik                                                            |
| ----------------------------------------------------- | --- | ------------------------------------------------------------------- |
| Tales from Space: Mutant Blobs Attack                 | Drinkbox Studios                                                                                              | Drinkbox Studios                                                    |
| Rayman Origins                                        | Ubisoft Montpellier                                                                                           | Ubisoft                                                             |
| Super Stardust Delta                                  | Housemarque                                                                                                   | Sony Online Entertainment                                           |
| Uncharted: Golden Abyss                               | SCE Bend Studio                                                                                               | Sony Computer Entertainment                                         |
| Everybody's Golf 6/Hot Shots Golf: World Invitational | Clap Hanz | Sony Computer Entertainment                                         |
| BlazBlue: Continuum Shift Extend                      | Arc System Works                                                                                              | - JP: Arc System Works - NA: Aksys Games - EU: Arc System Works     |
| Lumines: Electronic Symphony                          | Q Entertainment                                                                                               | Ubisoft                                                             |
| Wipeout 2048                                          | Studio Liverpool                                                                                              | Sony Computer Entertainment                                         |
| Virtua Tennis 4: World Tour Edition                   | SEGA-AM3 | Sega                                                                |
| Hustle Kings                                          | VooFoo Studios                                                                                                | Sony Computer Entertainment                                         |
| Escape Plan                                           | Fun Bits Interactive                                                                                          | Sony Computer Entertainment                                         |
| FIFA Football/Soccer                                  | EA Sports | Electronic Arts                                                     |
| Ultimate Marvel vs. Capcom 3                          | Capcom, Eighting                                                                                              | Capcom                                                              |
| Ninja Gaiden Sigma Plus                               | Team Ninja | Tecmo - EU: Eidos Interactive                                       |
| Touch My Katamari                                     | Namco Bandai Games                                                                                            | Namco Bandai Games                                                  |
| Dynasty Warriors Next                                 | Omega Force                                                                                                   | Tecmo Koei                                                          |
| F1 2011                                               | Sumo Digital                                                                                                  | Codemasters                                                         |
| ModNation Racers: Road Trip                           | SCE San Diego Studio                                                                                          | Sony Computer Entertainment                                         |
| Little Deviants                                       | Bigbig Studios                                                                                                | Sony Computer Entertainment                                         |
| Army Corps of Hell                                    | Entersphere                                                                                                   | Square Enix                                                         |
| Shinobido 2: Tales of the Ninja                       | Acquire | - JP: Spike (company) - Spike Co, Ltd.: EU - Namco Bandai Games: NA |
| Michael Jackson: The Experience                       | Ubisoft Montreal (PS3, Xbox 360) Ubisoft Paris (Wii) Ubisoft São Paulo (DS/PSP) Ubisoft Quebec (PC, Mac OS X) | Ubisoft, Triumph International                                      |
| Reality Fighters                                      | Novarama | Sony Computer Entertainment                                         |
| Asphalt: Injection                                    | Gameloft | Ubisoft                                                             |
| Dungeon Hunter: Alliance                              | | Gameloft, Ubisoft                                                   |